# 1040 هـ
1040 هـ هي سنة في التقويم الهجري امتدت مقابلةً في التقويم الميلادي بين سنتي 1630 و1631.

## مواليد
- عبد الرحمن الفاسي.
- الحسن اليوسي.
- ميشيل نو.

## وفيات
- المير داماد
- عبد الواحد بن عاشر
- حسن بك تركمان